# ولی‌الله پیر
ولی‌الله پیر سیاست‌مدار ایرانی بود، که در دوره بیست و چهارم مجلس شورای ملی به عنوان نماینده مراغه از استان آذربایجان شرقی در مجلس شورای ملی حضور داشت.